# Aleksandr Famintsyn
Aleksandr Sergejevitj Famintsyn (ryska: Александр Сергеевич Фаминцын), född 1841, död 1896, var en rysk tonsättare och musikskriftställare.
Efter utbildning i Sankt Petersburg bedrev Famintsyn studier i Leipzig hos Ernst Richter och Carl Riedel. Han blev år 1865 professor i musikhistoria vid Sankt Petersburgkonservatoriet och 1870 sekreterare vid ryska musiksällskapet. Kända är hans redigering av ryska folkvisor och skrifter om rysk folkmusik och folkmusikinstrument. Ett ryskt musikerlexikon av Famintsyn förblev ofullbordat, materialet donerades till statsbiblioteket i Sankt Petersburg.